# Jack Cox (football)
Pour les articles homonymes, voir Jack Cox.
Jack Cox, né le 21 décembre 1877 à Liverpool (Angleterre), mort le 11 novembre 1955, était un footballeur anglais, qui évoluait au poste d'ailier à Liverpool et en équipe d'Angleterre.
Cox n'a marqué aucun but lors de ses trois sélections avec l'équipe d'Angleterre entre 1901 et 1903.

## Palmarès

### En équipe nationale
- 3 sélections et 0 but avec l'équipe d'Angleterre entre 1901 et 1903

### Avec Liverpool
- Vainqueur du Championnat d'Angleterre de football en 1901 et 1906